# Reuben Appleton
Reuben Recaldo Appleton (* 25. April 1968) ist ein ehemaliger antiguanischer Mittelstreckenläufer. Er war spezialisiert auf den 1500-Meter-Lauf.

## Sport
Appleton nahm an den Olympischen Spielen 1992 in Barcelona teil. Im Wettlauf über 1500 Meter schied er in den Vorläufen aus.